# Mauro Cozzoli
Mauro Cozzoli (Bisceglie, 3 aprile 1946) è un teologo italiano, cappellano di Sua Santità dal 17 marzo 1986.

## Biografia
Completa la formazione al sacerdozio presso il Pontificio Seminario Romano Maggiore, studiando Filosofia e Teologia presso la Pontificia Università Lateranense. Viene ordinato sacerdote per l'arcidiocesi di Trani-Barletta-Bisceglie da papa Paolo VI il 17 maggio 1970, in piazza San Pietro.
Presta servizio a Roma, come collaboratore parrocchiale, presso la parrocchia dei Sacri Cuori completando anche gli studi con il dottorato in teologia morale presso l'Accademia alfonsiana, Istituto Superiore di Teologia Morale della Pontificia Università Lateranense, con una tesi intitolata L'uomo in cammino verso... L'attesa e la speranza in Gabriel Marcel, fondamento di una concezione etica dell'esistenza umana.
Dopo aver insegnato a Molfetta nel Pontificio Seminario Regionale Pugliese "Pio XI", svolge l'attività di docente presso la Pontificia accademia alfonsiana e la Pontificia Università Lateranense dove è ora professore ordinario di Teologia Morale.
Collabora con alcune riviste specializzate di temi etici.
Dal 1999 è anche padre spirituale presso il Pontificio Seminario Romano Maggiore.
È consultore del Pontificio Consiglio della Pastorale per gli Operatori Sanitari (dove, tra l'altro, ha fatto parte del gruppo di lavoro per la redazione del documento "Carta dell'operatore sanitario").
Presta la propria collaborazione presso la Congregazione per la Dottrina della Fede (consulenza per l'editio tipica del Catechismo della Chiesa Cattolica), la Pontificia Accademia per la Vita (task-force per lo studio della "Identità e statuto dell'embrione umano" e per lo studio della "Cultura della vita: presupposti e dimensioni" e work-group per lo studio della "morte cerebrale"), il Pontificio Consiglio della Giustizia e della Pace (redazione del Compendio della Dottrina Sociale della Chiesa).
Dal 5 luglio 1999, con nomina del presidente, il cardinale Giacomo Biffi, è membro del consiglio scientifico dell'Istituto per la ricerca e la formazione "Veritatis splendor", in seno alla Fondazione Card. Giacomo Lercaro di Bologna.
Dal luglio 2000 è vice assistente nazionale dell'Associazione Italiana Medici Cattolici (assistente nazionale: cardinale Dionigi Tettamanzi).
Dall'ottobre 2004 è membro del comitato scientifico dell'Osservatorio Internazionale "Card. Van Thuan" sulla Dottrina Sociale della Chiesa.
Dal gennaio 2005 è membro del comitato direttivo e del comitato di redazione della rivista teologica "Lateranum".
Nel 2020 viene nominato dalla Santa Sede convisitatore insieme a Agostino Montan con il visitatore apostolico Ignazio Sanna per indagare le divisioni sorte nella diocesi di Catanzaro a causa del Movimento Apostolico poi soppresso nel 2021.

## Pubblicazioni

### Libri
- L'uomo in cammino verso... L'attesa e la speranza in G.Marcel, Ed. Abete, Roma 1979, pp.340.
- Presentazione, traduzione e commento del Giornale Metafisico. Esistenza e oggettività di G.Marcel, Ed. Abete, Roma 1983, pp.271.
- I fondamenti della morale, Ed. Ave, Roma 1988, pp.28.
- La soggettività tra individualismo e personalismo (a cura), Ed. Vivere in, Roma 1996, pp.185.
- Chiesa Vangelo e società. Natura e metodo della dottrina sociale della Chiesa, Ed. San Paolo, Cinisello Balsamo 1996, pp.148.
- Per una Teologia Morale delle virtù e della vita buona, Lateran University Press, Roma 2002, pp. 128.
- Etica Teologica della libertà, Ed. San Paolo, Cinisello Balsamo 2004 (L'Abside n.58), pp. 340.
- Etica teologale. Fede Carità speranza, Ed. San Paolo, Cinisello Balsamo 2010, pp.430.
- Pensare Professare Vivere la fede. Nel solco dell'esortazione apostolica "Porta fidei", (a cura), Lateran University Press, Città del Vaticano 2012 (Vivae voces n. 2), pp. 654.
- La vita in Cristo. Catechismo della Morale Cristiana, EDB, Bologna 2014, pp. 235.
- Corso Fondamentale di Teologia Morale, Pro manuscripto, Roma 2016.

### Opere in collaborazione
- Lineamenti di metaetica ed etica sacramentale in "A servizio del Regno", Ed. Mezzina, Molfetta 1983, pp.79-86.
- Virtù sociali. Corso di Morale Sociale Fondamentale in "Corso di Morale", vol.III/1: "Koinonia. Etica della vita sociale", Ed. Queriniana, Brescia 1984, pp. 7-158; Edizione rinnovata:1991, pp.9-168.
- Essere è co-essere: la natura e la vocazione sociale della persona in "L'etica tra quotidiano e remoto", Ed. Dehoniane, Bologna 1985, pp.66-94.
- Lo specifico cristiano della morale in "Parola e Servizio", Ed. Vivere in, Roma 1986, pp. 53-71.
- Bugia. Giustizia. Verità e Veracità in "Nuovo Dizionario di Teologia Morale", Ed. Paoline, Cinisello Balsamo 1990, pp.105-112, 498-517, 1435-1450. Traduzione Spagnola: Justicia. Mentira. Vertad y Veracitad in "Nuevo Diccionario de Teologia Moral", Ed. Paulinas, Madrid 1992, pp.973-994, 1146-1154, 1839-1856.
- Chiesa e politica. Lineamenti teologico-morali della politica in "Dottrina sociale della Chiesa", Ed. Vivere in, Roma 1990, pp.105-118.
- Pastorale e politica. Linee orientative di formazione degli operatori pastorali in "Carità e politica", Ed. Dehoniane, Bologna 1990, pp.345-356.
- Un'etica a difesa della vita. I principi fondamentali della bioetica in "Generare nascere morire oggi", Ed. Vivere in, Roma 1990, pp.7-11.
- Il morire oggi tra accanimento terapeutico ed eutanasia in "Generare, nascere, morire oggi", Ed. Vivere in, Roma 1990, pp.19-25.
- Abito. Finis operis/operantis. Imperativo. Intenzione. Legge. Legge naturale. Legge nuova. Legge positiva. Norma. Obbligazione. Opzione fondamentale. Sinderesi in "Lexicon. Dizionario Enciclopedico di Teologia", Ed. Piemme, Casale Monferrato 1993, pp.12-13.431-432.512-513.536-537.568-573.702-704.714-716.726-727.962-963.
- Il sesto Comandamento. Il decimo comandamento in "Catechismo della Chiesa Cattolica. Testo originale e commento", Ed. Piemme, Casale Monferrato 1993, pp.1094-1107,1122-1129.
- La speranza come virtù teologale in "Lo sviluppo della speranza nella carità", Ed. Casa Sollievo della Sofferenza, San Giovanni Rotondo 1993, pp.133-145.
- Cambiamento di sesso. Intersessualità in "Dizionario di Bioetica", Ed. Dehoniane - Istituto Siciliano di Bioetica, Bologna-Palermo 1994, pp.113-117, 505-508.
- Carità Politica ed Economia. La mediazione storico-sociale della carità nell'impegno dei laici nella società in "Il vangelo della carità per la Chiesa e la società" Ed. Dehoniane, Bologna 1994, pp.197-210.
- In Cristo uomini nuovi. La dimensione morale della fede in "La formazione della coscienza morale", Ed. AVE, Roma 1995, pp.43-56.
- L'identità della persona: prospettiva etica in "La soggettività tra individualismo e personalismo", Ed. Vivere in, Roma 1996, pp.75-82.
- La prudenza: virtù del discernimento e della decisione morale. La prudenza dell'uomo nuovo in Cristo in "Le virtù. Come attuare nella vita di ogni giorno il progetto di Dio", Ed. Rogate, Roma 1996, pp.87-115.
- Noi amiamo perché Dio ci ha amati in "La carità", Ed. Piemme, Casale Monferrato 1996, pp.168-217.
- La forza normativa della verità nell'enciclica "Veritatis splendor" in “Fragmenta”, Ed. Vivere in, Roma 1996, pp.45-72.
- Significato teologico e coscienza ecclesiale dell'azione sociale in “Economia, Democrazia, Istituzioni in una società in trasformazione. Per una rilettura della Dottrina Sociale della Chiesa” (S.Zamagni, a cura), Ed. Il Mulino, Bologna 1997, pp. 341-377.
- Relazione dei lavori della 2ª Commissione di studio “Cultura e comunicazione sociale” in “Il Vangelo della carità per una nuova società in Italia. Atti del III° Convegno Ecclesiale, Palermo 20-24 nov. 1995”, Ed. AVE, Roma 1997, 272-277.
- The human embryo: ethical and normative aspects in “Identity and statute of human embryo” (Pontificia Academia pro Vita), Libreria Editrice Vaticana, Vatican City 1998, pp. 260-300. Traduzione Italiana: L'embrione umano: aspetti etico-normativi in “Identità e statuto dell'embrione umano” (Pontificia Academia pro Vita, a cura), Libreria Editrice Vaticana, Città del Vaticano 1998, pp.237-273. Traduzione Spagnola: El embriòn humano: aspectos ético-normativos in “Identitad y estatuto del embriòn humano”, Ediciones Internacionales Universitarias, Madrid 2000, pp.225-256.
- Il sapere della fede in “Fede, libertà, intelligenza” (a cura del Servizio Nazionale per il Progetto Culturale della CEI), Ed. Piemme, Torino 1998, pp.206-209.
- Trapianti di organi non vitali: aspetti etici in "La mano dell'uomo: Trapianto e qualità della vita", Rotary, Monza 1999, pp.88-92.
- Libertà di cura e scelte del sanitario: Profili etici in “Libertà di cura e scelte del sanitario”, Azienda Ospedaliera “Ospedale Maggiore”, Crema 1999, pp.55-61.
- Pensare politicamente in “L'Europa: sfida e problema per i cattolici” (a cura del Servizio Nazionale per il Progetto Culturale della CEI),  Ed. Dehoniane, Bologna 2000., pp.165-169.
- Bene morale e qualità della vita in “Libertà della fede e mutamenti culturali”, Servizio Nazionale per il Progetto Culturale della CEI (a cura), Edizioni Dehoniane, Bologna 2001, pp. 261-266.
- Fecondazione extracorporea: La parola della chiesa in “Fecondazione extra corporea. Pro o contro l'uomo?” (a cura di G.Garrone), Gribaudi, Milano 2001, pp.123-131.
- Speranza in “Dizionario di Pastorale Vocazionale” in Centro Vocazionale Rogate (a cura), Ed. Rogate, Roma 2002, pp.1128-1136.
- Natural law in the defense of life. The reasons for and limits of defending physical life in “The culture of life: foundation and dimensions”, Proceeding of the Seventh Assembly of the Pontifical Academy for Life, Libreria Editrice Vaticana, Città del Vaticano 2002, pp181-210.
- La legge naturale a difesa della vita. Le ragioni e i limiti della difesa della vita fisica in “La cultura della vita: fondamenti e dimensioni”. Atti della Settima Assemblea Generale della Pontificia Accademia per la Vita, Libreria Editrice Vaticana, Città del Vaticano 2002, pp.179-206.
- Per un'etica della vita buona: etica “di prima persona” e delle virtù in “Il futuro dell'uomo. Fede cristiana e antropologia” (a cura del Servizio Nazionale per il Progetto Culturale della CEI), Edizioni Dehoniane, Bologna 2002, pp.271-276.
- L'impegno della Chiesa per promuovere una cultura della vita in “Corso di aggiornamento su temi di bioetica”, Segreteria Generale della Conferenza Episcopale Italiana (a cura), CEI, Roma 2003, pp. 187-207.
- "Forti di tale speranza, ci comportiamo con molta «parresia»": la speranza, principio e fonte di fedeltà morale in “Speranza umana e speranza escatologica”. Atti del XX° Congresso dell'Associazione Teologica Italiana per lo Studio della Morale (A.Altobelli – S.Privitera a cura), Ed. San Paolo, Cinisello Balsamo 2004, pp.207-232.
- Cambiamento di sesso. Intersessualità, in S. Leone – S. Privitera (a cura) in Nuovo Dizionario di Bioetica, Città Nuova, Roma 2004, 141-145, 605-608.
- Questioni bioetiche della vita nascente: embrioni residui, feto come donatore, gravidanze difficili in “Atti del IV Congresso della Società Italiana per la Bioetica e i Comitati Etici”, F.M.Boscia (a cura), Puglia Grafica Sud, Bari 2004, 59-66
- Etica teologale, in G. Russo (a cura) in “Enciclopedia di Bioetica e Sessuologia”, LDC, Torino-Leumann 2004, 839-843.
- Virtù, in G. Russo (a cura) in "Enciclopedia di Bioetica e Sessuologia", LDC, Torino-Leumann 2004, 1791-1796.
- Teologia Morale, in J.-Y. Lacoste (a cura), "Dizionario critico di Teologia", Borla -  Città Nuova, Roma 2005, 1325-1331.
- Il vescovo profeta e testimone della speranza in "Vescovi servitori del Vangelo per la speranza del mondo", Lateran University Press, Roma 2005, 425-445.
- Prefazione al libro di L. Renna, "Eros Persona e Redenzione", Ed. Vivere in, Roma 2005, 9-11.
- Dire la speranza oggi in "A quarant'anni dal Concilio", Servizio Nazionale per il Progetto Culturale della CEI (a cura), Edizioni Dehoniane, Bologna 2005, 73-78.
- Antropoloske pretpostavke i eticke instance zdravlja in N. A. Ancic – N. Bizaca (a cura), "Krscanstvo i zdravlje" , Crkva u svijetu, Split 2006,  43-59.
- Ritorno alla legge naturale in "Cattolicesimo italiano e futuro del paese", Servizio Nazionale per il Progetto Culturale della CEI” (a cura), Edizioni Dehoniane, Bologna 2006, 321-325.
- Legge naturale e tradizione cattolica in "Legge di natura e interculturalità", I. Sanna (a cura), Edizioni Studium, Roma 2006, 171-190.
- Ethical issues of organ transplantation in non-life saving situations in "Hand transplantation", M. Lanzetta – J.M. Dubernard (a cura), Springer, Milano 2007, 111-114.
- Le virtù e la maturità della persona in "Il cammino della vita: l'educazione, una sfìda per la morale", J.J. Pérez-Soba – O. Gotia (a cura), Lateran University Press, Città del Vaticano 2007, 85-114.
- La dottrina sociale della Chiesa in “Duc in altum”. Atti del Convegno per i Vescovi di recente nomina (Roma 17-25 settembre 2007), Congregazione per i Vescovi (a cura), Libreria Editrice Vaticana, Città del Vaticano 2007, 307-317.
- La salute umana. Premesse antropologiche e istanze etiche in “Emergenze umanistiche e fondamentalismi religiosi. Con quale dialogo?”, I. Sanna (a cura), Edizioni Studium, Roma 2008, 79-93.
- Prefazione al libro di M. Regini "Viventi in Cristo Gesù. Il fondamento sacramentale dell'etica", Cittadella Editrice, Assisi 2008, 7-10.
- Prefazione al volume di I.Cozzoli – F.De Simone “Bussate e vi sarà aperto”, Edizioni Ancora 2008, 7-11.
- Eucaristia e trasformazione morale in "Sacramentum caritatis. Studi e Commenti sull'Esortazione Apostolica di Benedetto XVI", Lateran University Press, Città del Vaticano 2008, 529-540.
- L'assolutezza dei valori morali in "Dignitas personae". Rilevanza del documento in un contesto liberale relativistico in "Dignitas personae. Commenti all'Istruzione su alcune questioni di bioetica", G. Russo (a cura), Ed. Coop. San Tommaso – Elledici, Messina-Torino 2009, 82-94.
- La formazione etico-spirituale del presbitero in "Preti, dono di Cristo all'umanità. Studi sulla formazione al presbiterato", C. Dell'Osso – L. Renna (a cura), Ancora, Milano 2009, 225-237.
- Educare la coscienza, educare alla coscienza in "L'emergenza educativa. Persona, intelligenza, libertà, amore", Servizio Nazionale per il Progetto Culturale della CEI (a cura), Edizioni Dehoniane, Bologna 2010, pp. 107-111.
- Prefazione al libro di V. Saraceni "Per una presenza dell'AMCI nella società", Orizzonte Medico, Roma 2010, pp.2-4.
- Il rapporto tra carità e verità nell'enciclica "Caritas in veritate" in "Contesti, Letture e Discussioni dell'Enciclica Caritas in veritate" di Benedetto XVI, G. Franco (a cura) Rubbettino, Soveria Mannelli 2011, 129-138.
- Casi di morale nel ministero della riconciliazione e nella direzione spirituale in "Formare sacerdoti per il terzo Millennio. Riflessioni avent'anni dalla Pastores dabo vobis", M. Cardinali (a cura), Lateran University Press, Città del Vaticano 2012, 71-95.
- Ortodossia e ortoprassi: fede e vita morale in "Pensare Professare Vivere la fede. Nel solco dell'esortazione apostolica Porta fidei", M. Cozzoli (a cura), Lateran University Press, Città del Vaticano 2012, 525-546.
- Presentazione del libro "Lineamenti di Teologia Pastorale della Salute", M. Petrini, G.M. Salvati, E. Sapori, P. Sgreccia (a cura), Edizioni Camilliane, Torino 2023 in “Camillianum” XIII/4, 2013, 555-565.
- Prefazione al Libro di A. Belsito "Breve Corso di Storia delle Religioni e della Chiesa", Edizioni Centro Studi Biscegliese, Bisceglie, 2013, 7-9.
- Don Pierino, testimone della carità in "Sulle orme del buon samaritano. Riflessioni di e su Pietro Arcieri", L. De Pinto (a cura), Grafiche Guarini, Bisceglie 2015.